# Sinagoga geamgiilor din Chișinău
Sinagoga „geamgiilor” (uneori Sinagoga „sticlarilor”; în idiș ‏גלעזער-שיל‏‎, transliterat: Glejzer szil, în rusă Синагога стекольщиков) este un lăcaș de cult evreiesc și monument de arhitectură de însemnătate locală, introdus în Registrul monumentelor de istorie și cultură din municipiul Chișinău. În prezent este condusă de mișcarea hasidică Habad. 
Datează de la mijlocul secolului al XIX-lea, cu fațadele construite în stil eclectic în 1898. În timpul celui de-al doilea război mondial, clădirea a fost parțial distrusă, fiind refăcută în anii 1946–48 cu folosirea pereților și a decorului păstrat. În 1964, la închiderea celorlalte sinagogi din oraș, a fost unica care și-a continuat activitatea.
Sinagoga include două edificii, sinagoga propriu zisă cu o mikve și brutăria, unde este coaptă pâinea de ritual (challah). În centrul sălii de rugăciuni se află o tora sculptată în lemn cu motive clasice, de asemenea, în incinta sălii se află un balcon, loc destinat exclusiv femeilor.

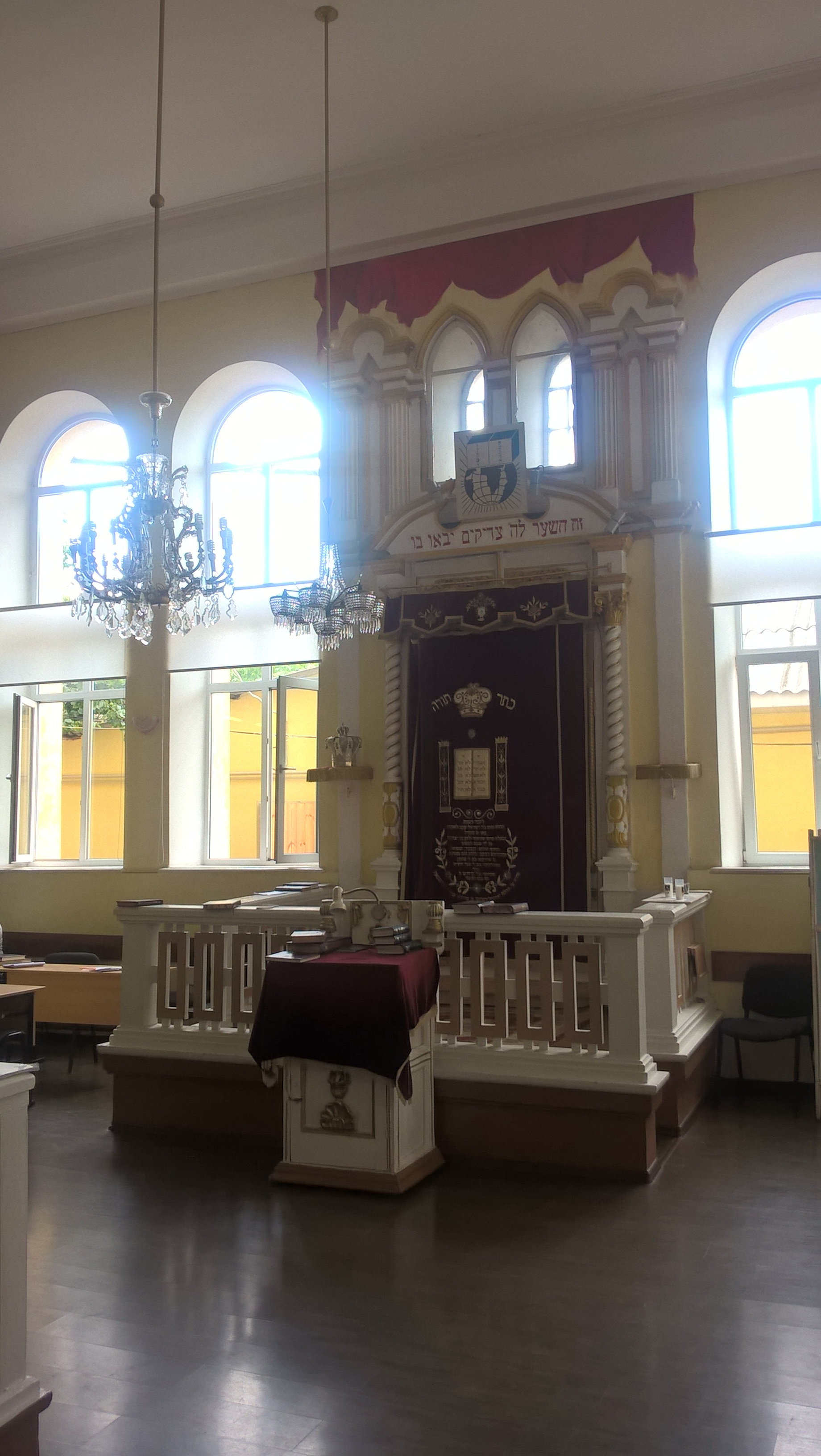
Interior.

## Legături externe
Materiale media legate de Sinagoga geamgiilor din Chișinău la Wikimedia Commons
- Jewish Chronicle: Problema evreilor la Chișinău Ziare.com
- Ambasada RM în Israel | Comunitatea evreiască modernă în Moldova Arhivat în 24 mai 2015, la Wayback Machine.
- Imagine a sinagogii cutare Arhivat în 24 mai 2015, la Wayback Machine.
- Amplasare la wikimapia.org
- Sinagoga geamgiilor Arhivat în 24 mai 2015, la Wayback Machine. Wayn.com
- Sinagoga geamgiilor Forsquare.com